# Marion Tarn
Der Marion Tarn ist ein See auf der Insel Heard im südlichen Indischen Ozean. Er liegt etwa 400 m westlich der Stephenson-Lagune und entstand infolge des starken Rückzugs des Stephenson-Gletschers.
Benannt ist der See nach der dampfgetriebenen Korvette USS Marion, welche am 12. Januar 1882 nach 452 Tagen die auf Heard gestrandeten Überlebenden des Untergangs des Walfangschiffs Trinity rettete.